# 奥托·沃纳·穆勒
奥托·沃纳·穆勒（德語：Otto-Werner Mueller，1926年6月23日—2016年2月25日）是一位德国出生的指挥家。他是柯蒂斯音樂學院和纽约茱莉亞學院的指挥教授。

## 人物生平
穆勒出生于德国本斯海姆。他13岁时被录取至法兰克福音乐高中，并在二战期间就读。战后，19岁的他成为斯图加特广播电台室内乐部主任，并在海德堡剧院工作。穆勒为驻德美军家属创立了一支管弦乐队，同時擔任本樂隊的指揮。
穆勒在1951年移居加拿大，在加拿大广播公司担任钢琴家、作曲家、编曲家和指挥，不久后他开始在蒙特利尔音乐学院任教。
其曾就职于纽约茱莉亚音乐学院、康涅狄格州纽黑文的耶鲁音乐学院、威斯康星大学麦迪逊分校和不列颠哥伦比亚省维多利亚音乐学院。在耶鲁大学就职期间，他同时在康涅狄格州诺福克的耶鲁音乐与艺术夏季学校进行暑期指挥和教学，并在1973至1987年间担任耶鲁爱乐乐团总监 。穆勒于1986年秋天开始在柯蒂斯音乐学院任教，并于1987年4月在费城首次公开指挥。他在柯蒂斯学院任教直至2013年退休。
穆勒的一些著名学生包括指挥家馬克森·蕭士達高維契、鲁道夫·巴尔沙伊、米格尔·哈斯-贝多亚、阿倫·基爾伯特、Alasdair Neale、罗伯特·哈特·贝克 、加里·S·费金（Gary S. Fagin）、克里-林恩·威尔逊 、大卫·海耶斯、莎拉·约安尼德斯、帕沃·耶尔维、林望傑、安德烈·拉斐尔、理查德·罗森博格（Richard Rosenberg）、伊格纳特·索尔仁尼琴、兰塞姆·威尔逊、陈燮阳和西班牙指挥家奥利弗·迪亚兹（西班牙語：Óliver Díaz）。他还是女中音于盖特·图朗乔和女高音科莱特·博基的歌剧剧目教练。
穆勒于2016年2月25日在北卡罗来纳州夏洛特去世，享年89岁。他与妻子玛格丽特·伯查特·穆勒结婚56年，并生下了三个儿子：伯尼、迈克尔和彼得。他的儿子们、他的第二任妻子弗吉尼亚·艾伦、他的兄弟、侄子和侄女、以及他的孙辈克里斯蒂娜、彼得和索菲在穆勒去世时仍在世。